# Planogameto
En botánica los planogametos (plano=movimiento) son todas aquellas parejas de gametos en las que al menos uno de los dos posee la capacidad de movimiento independientemente del gametangio.
El de mayor capacidad de movimiento suele ser al que se podría llamar masculino, ya que el otro, el que consideraríamos femenino, suele ser más grande, debido a la mayor cantidad de sustancias de reserva que poseen, y a un orgánulo especializado en emitir señales químicas para facilitar el encuentro con el sexo contrario.